# Astragalus lasiophyllus
Astragalus lasiophyllus är en ärtväxtart som beskrevs av Carl Friedrich von Ledebour. Astragalus lasiophyllus ingår i släktet vedlar, och familjen ärtväxter. Inga underarter finns listade i Catalogue of Life.